# Catamacta
Catamacta es un género de polillas de la familia Tortricidae.

## Especies
- Catamacta alopecana (Meyrick, 1885)
- Catamacta gavisana (Walker, 1863)
- Catamacta lotinana (Meyrick, 1883)
- Catamacta rureana (Felder & Rogenhofer, 1875)
- Catamacta scrutatrix Meyrick, 1912